# Gmina Luzni
Gmina Luzni (alb. Komuna Luzni) – gmina  położona w środkowej części Albanii. Administracyjnie należy do okręgu Dibra w obwodzie Dibra. W 2011 roku populacja gminy wynosiła 2433 w tym 1208 kobiet oraz 1225 mężczyzn, z czego Albańczycy stanowili 91,00% mieszkańców.
W skład gminy wchodzi sześć miejscowości: Arapi i Poshtëm, Arapi i Sipërm, Hoteshi, Katundi i Ri, Lishani i Poshtëm, Lishani i Sipërm.